# Paphinia lindeniana
Paphinia lindeniana (возможные русские названия: Пафиния Линдена, или Пафиния линдениана) — эпифитное травянистое растение семейства Орхидные, или Ятрышниковые (Orchidaceae).
Вид не имеет устоявшегося русского названия, в русскоязычных источниках обычно используется научное название Paphinia lindeniana.
Английское название — Linden’s Paphinia.

## Синонимы
- Lycaste lindeniana (Rchb.f.) Nichols 1888 (базионим)
- Paphinia Lindeni Hort.

## Биологическое описание
Эпифит. Псевдобульбы располагаются плотной группой, гладкие, эллиптической формы. Несут по 2—3 тонких продолговато-эллиптических листа. 

Цветоносы появляются на новых псевдобульбах. Цветки до 5 см в диаметре.

## Ареал, экологические особенности
Венесуэла, Колумбия (департамент Ваупес), Бразилия, Гайана и Перу (Лорето). 

На ветвях и стволах деревьев во влажных равнинных и горных лесах, до 600 метров над уровнем моря.

## История описания иэтимология
Растение найдено в 1887 году коллекционером растений из Антверпена Eric Bungeroth. 
 Названо в честь бельгийского цветовода Люсьена Линдена (1853—1940). 
 Описание вида опубликовал Генрих Густав Райхенбах (1824—1889) в Iconographie des Orchidees. 3: 23, pl. 106. 1887 Flora, 70: 497. 1887 — Ghent & Brussels. 

Первое цветение в культуре зарегистрировано в сентябре 1887 в Бельгии.

## В культуре

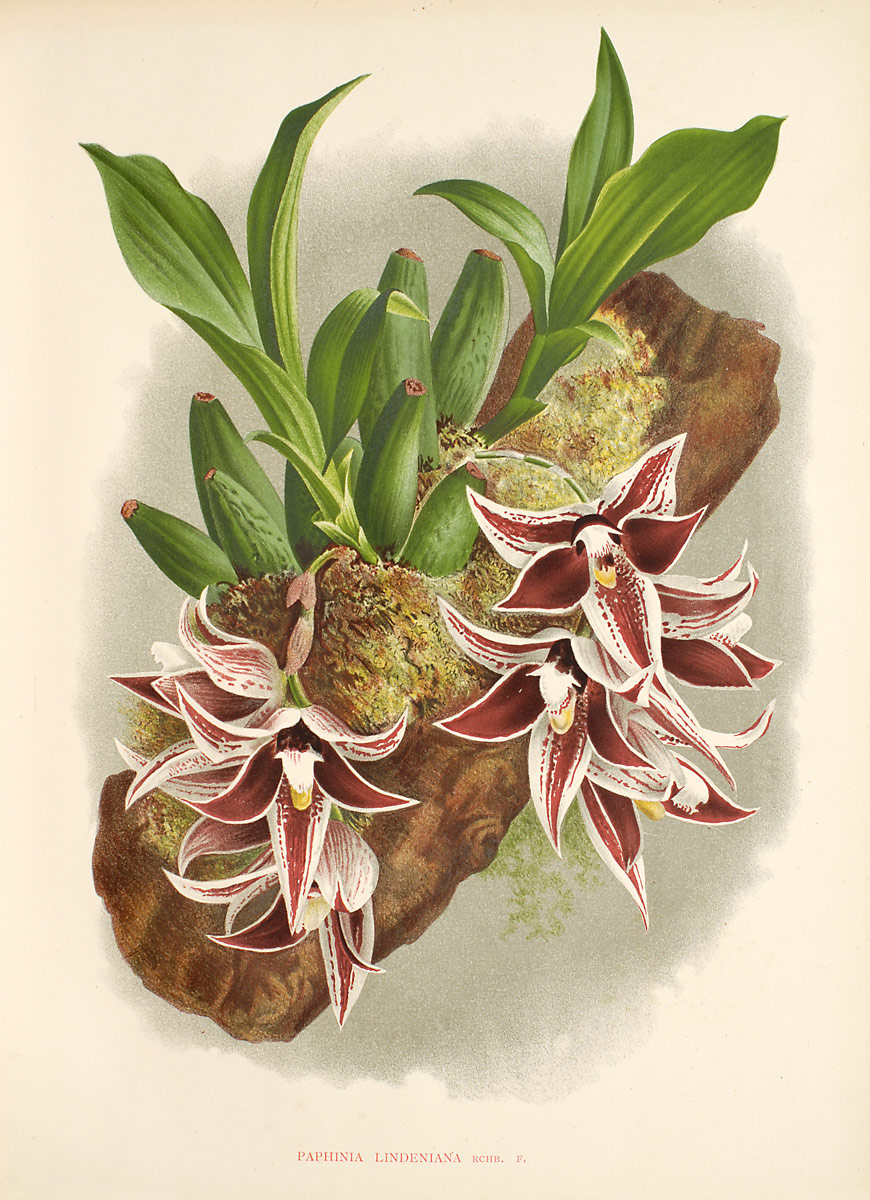
Paphinia lindeniana
Ботаническая иллюстрация из книги «Lindenia Iconographie des Orchidées» 1887 г.

Сложный в культуре вид. 
 Температурная группа — теплая. Освещение — полутень.
 
Важно не заглублять растения при посадке. Посадка на блок или в горшок с субстратом из сосновой коры средней фракции, иногда с дополнительными добавками.
Понижений температуры ниже 20 °C не любят, при продолжительных понижениях возникают бактериальные и грибковые заболевания.
Не переносит полной просушки субстрата. При низкой влажности воздуха в период вегетации новые листья могут образовывать «гармошку». При высокой влажности и отсутствии циркуляции воздуха опять же возникает риск бактериальных и грибковых поражений.
Цветонос свисающий, поэтому посадку удобнее осуществлять в подвесные корзинки или на блок. От появления цветоноса до цветения может пройти до 4 месяцев (зависит от освещения и температуры).
Период покоя выражен слабо, наступает после того как новые побеги полностью сформируются. В этот период понижают температуру и сокращают полив. Период покоя заканчивается с появлением новых побегов.